# Bulbophyllum flavofimbriatum
Bulbophyllum flavofimbriatum là một loài phong lan thuộc chi Bulbophyllum.